# Лопија ди Сопра (Лука)
Лопија ди Сопра је насеље у Италији у округу Лука, региону Тоскана.
Према процени из 2011. у насељу је живело 12 становника. Насеље се налази на надморској висини од 215 м.